# Stathmodera grisea
Stathmodera grisea är en skalbaggsart som först beskrevs av Stefan von Breuning 1939.  Stathmodera grisea ingår i släktet Stathmodera och familjen långhorningar. Inga underarter finns listade i Catalogue of Life.